# A Walk on the Moon - Complice la luna
A Walk on the Moon - Complice la luna (A Walk on the Moon) è un film del 1999 diretto da Tony Goldwyn.

## Trama
Nell'estate del 1969 in piena guerra in Vietnam e durante la missione Apollo, Pearl Kantrowitz, una giovane casalinga, parte con i due figli e la nonna per le vacanze. Fatale sarà l'incontro con il giovane hippie Walker, il cui modo di fare disinibito la farà sognare. Ma tra la ribellione dalla figlia adolescente, che scapperà per assistere al concerto di Woodstock, e il marito che scopre la sua relazione, Pearl dovrà decidere se restare con la sua famiglia o seguire la libertà che Walker rappresenta.